# Marcel Sacramento
Marcel Silva Sacramento (sinh ngày 24 tháng 8 năm 1987 ở Vera Cruz, Bahia) là một cầu thủ bóng đá người Brasil. Anh chơi cho câu lạc bộ Indonesia, Persipura Jayapura ở Liga 1.

## Cuộc sống ban đầu
Sacramento bắt đầu sự nghiệp với đội trẻ Esporte Clube Bahia, ở vị trí tiền đạo và là vua phá lưới của lứa trẻ. Anh thi đấu cho Avine Cardoso Júnior và Bruno César.

## Sự nghiệp
Khi anh được đẩy lên đội chính của Bahia, anh được cho mượn đến Albirex Niigata, Nhật Bản. Sacramento trở lại Brasil để thi đấu ở Esporte Clube Bahia, bây giờ là đá chính. Từ Bahia anh đến Ceará Sporting Club, nơi anh thi đấu tốt và được cho mượn đến Boavista Sport Club and then sold to Jönköping Södra of Sweden.